# Il birraio di Preston
Personnages
- Daniele Robinson, brassier (basse)
- Giorgio Robinson, officier, son frère jumeau (ténor)
- Effy, fiancée de Danielee Robinson  (soprano)
- Tobia, sergent (baryton)
- Sir Oliviero Jenkins, capitaine de marine (ténor)
- Miss Anna, sa sœur (soprano)
- Lord Murgrave, général, aide de camp du roi (basse)
- Lovel, aide de camp du général en chef (ténor)
- Bob, premier operaio della birreria di Danielee (basse)
- Seigneurs et dames de la cour
- Officiers et soldats
- Ouvriers de la brasserie
- Amis et parents de Daniele

Il birraio di Preston (Le brasseur de Preston) est un melodramma giocoso en trois actes, musique de Luigi Ricci, livret de Francesco Guidi. L'opéra a été créé à Florence au Teatro della Pergola le 4 février 1847.
L'écrivain Andrea Camilleri a publié en 1995 un roman portant le même titre, et dont l'intrigue est inspirée par une création ratée de cet opéra en 1875, peu de temps après l'inauguration du Teatro Regina Margherita dans la ville sicilienne de Caltanissetta.

## Historique
Birraio est l'adaptation et la re-composition pour la scène italienne par Luigi Ricci d'un opéra-comique français. Le brasseur de Preston d'Adolphe Adam, sur un livret de Léon-Lévy Brunswick et Adolphe de Leuven a été créé en 1838 à l'Opéra-Comique. Comme l'opéra Macbeth de Giuseppe Verdi créé quelques semaines plus tôt sur la même scène du Teatro della Pergola, l'opéra Il Birraio a été commandé par l'imprésario Alessandro Lanari, un fervent admirateur de mouvement de l'indépendance italienne.
Le livret italien suit l'intrigue de l'original d'assez près, mais dans la forme, il est modifié, pour s'adapter au cadre typique de l'opera buffa italien contemporain avec des récitatifs au lieu des dialogues français. Le rôle-titre est confié à une basse au lieu du premier ténor de l'opéra français. En outre, certaines des parties centrales secondaires sont pensées avec leurs propres airs. La majeure partie du troisième acte est différente. A été ajouté un duo des deux rivales aspirant à devenir les épouses de Daniele. L'opéra se termine par une aria finale d'Effy, au lieu du Tutti-final à la française. On trouve également dans le troisième acte un duo Tobia-Daniele, qui a été ajouté à l'œuvre selon la réduction pour le piano par le compositeur sicilien Francesco Chiaromontes (1809-1886), apparemment dans le but de répondre aux besoins du public italien.
L'opéra a été reçu avec succès lors de sa création. Dans les décennies suivantes, il a été rejoué dans différentes salles d'opéra en Italie, y compris à Rome en 1854 sous le titre Il liquorista di Preston. La censure était été utilisée lors des représentations après la première guerre d'indépendance italienne dans certaines parties perçues comme des passages patriotiques nationaux, en particulier dans le deuxième acte. En outre, l'œuvre a été montée au Théâtre St James de Londres à l'automne 1857, ainsi qu'en 1874 en Australie.

## Argument

### Acte I
Dans sa brasserie à Preston, Daniele annonce aux ouvriers que ce jour sera célébré son mariage avec sa fiancée Effy. Daniele demande à Bob d'organiser la fête.
Daniele attend pour cet événement l'arrivée de son frère Giorgio, un lieutenant de l'armée qu'il n'a pas vu depuis deux ans. Giorgio et Daniele sont deux frères jumeaux absolument identiques.
Les préparatifs de la cérémonie sont interrompus par l'arrivée du sergent Tobia, qui annonce que Giorgio est parti du camp et est accusé de désertion. Tobia, un ami proche de Giorgio, qui un jour lui a sauvé la vie, tente en vain de le retrouver pour le convaincre de revenir, avant qu'il ne soit mis à mort. Daniele décide de partir avec Effy et Tobia, pour aller au camp du général Murgrave afin de demander la clémence pour son frère.

### Acte II
Au camp, où la sentence contre Giorgio est sur le point d'être proclamée, le général Murgrave est contacté par le capitaine Oliviero. Oliviero explique que sa sœur Anna a été séduite par un officier de Murgrave, qui s'est ensuite enfui sans l'épouser. Anna est attristée, mais aime toujours le séducteur: il donne un portrait en sa possession et Murgrave comprend qu'il s'agit de Giorgio.
Lorsque Daniele arrive au camp, il est confondu avec son frère, de sorte qu'il est décidé qu'il jouera le rôle de Giorgio, pour le sauver par un faux retour avant la publication de la peine de mort. Daniele, maladroit et effrayé, accepte à contrecœur.
Daniele est pris pour Giorgio par Anna et Oliviero. Oliviero veut le provoquer en duel, tandis qu'Anna l'accueille avec amour. Daniele pense qu'Anna est la sœur d'Oliviero et la traite avec douceur ce qui éveille la jalousie d'Effy. Anna croit qu'Effy est la maîtresse de Giorgio, pour laquelle Giorgio aurait fui.
Pour mettre un terme à cette chaîne de malentendus arrive l'annonce d'une bataille proche. Daniele est terrifié et refuse d'y participer, mais Tobia, craignant que la supercherie ne soit découverte, l'oblige à partir.

### Acte III
Daniele, grâce à la vigilance du cheval de Giorgio, est sorti victorieux de la bataille et est salué comme un héros au château de Windsor. Murgrave choisit Daniele, contre la volonté de ce dernier, pour la prochaine mission dangereuse.
Effy et Tobia tentent de convaincre Murgrave de ne pas envoyer Daniele, prétextant une affaire familiale urgente à régler. Même Anna et Oliviero tentent d'empêcher le départ de Daniele, la première pour pouvoir l'épouser, le second toujours désireux de le provoquer en duel. Daniele doit se débrouiller avec Anna et Effy, qui poursuivent leurs querelles. Pour compliquer la situation arrive un ordre du roi, qui donne son consentement au mariage entre Anna et le présumé Giorgio, et exige qu'il soit célébré immédiatement.
Heureusement, Tobia apporte de bonnes nouvelles: Giorgio n'avait pas fait défection, mais il avait été capturé par l'ennemi. Maintenant, il s'est échappé et est de retour. Giorgio arrive juste à temps pour remplacer secrètement son frère avant que ne soit célébré son mariage avec Anna. Daniele, à nouveau en civil, peut retourner paisiblement à son amour avec Effy.

## Structure de l'opéra

### Premier acte
- Prélude
- Introduction et Chœur - Amici, alla fabbrica
- Cavatine - Di monete ho un qualche sacco (Daniele)
- Récitatif - O Bob, mi affido a te
- Canzonetta - La vecchia Magge (Effy)
- Scène et Duo - Questa viva somiglianza (Effy, Daniele)
- Final I

### Second acte
- Scène et Cavatine - Anna si stempra in lagrime (Oliviero)
- Chœur et Trio - Presto, presto, andiamo, andiamo (Daniele, Tobia, Effy)
- Canzone - Era Tom un dragone valente (Tobia)
- Récitatif - Io ve l'ho detto
- Trio - In un momento (Daniele, Tobia, Effy)
- Récitatif - Il consiglio di guerra è sciolto
- Récitatif et Duo - Vieni, vieni: omai paventa! (Daniele, Oliviero)
- Final II
  - Scène - Cielo, che vidi
  - Chœur - Corriamo all'armi
  - Pezzo concertato - Per secondar l'intrepido
  - Stretta du Final II - È il cannone!... è il cannone

### Troisième acte
- Chœur d'introduction et Récitatif - Onore! onore! onor
- Duo - Va benone... sì signore (Daniele, Tobia)
- Récitatif - Datemi, o valoroso
- Pezzo concertato - Fra tre ore partirete
- Récitatif - Per la mia patria anch'io
- Récitatif et Duo - La vedremo... la vedremo (Effy, Anna)
- Chœur - Avete saputo la nuova ventura?
- Scène et Air final - Deh! ch'ei non sia la vittima (Effy)